# لشکر ۱ تفنگداران دریایی
لشکر ۱ تفنگداران دریایی (انگلیسی: 1st Marine Division) لشکر تکاوری زیرمجموعه سپاه تفنگداران دریایی ایالات متحده آمریکا و تحت امر نیروی اول تفنگداران دریایی اعزامی است، که در سال ۱۹۴۱ تأسیس شد. ستاد فرماندهی و پادگان این لشکر در کمپ پایگاه تفنگداران دریایی پندلتون قرار دارد.
لشکر ۱ تفنگداران دریایی قدیمی‌ترین و بزرگترین یگان فعال در سپاه تفنگداران دریایی ایالات متحده است که دارای نیروی آماده رزمی متشکل از ۲۲ هزار پرسنل می‌باشد. این لشکر یک نیروی رزمی زمینی چند منظوره است و یکی از سه لشکر وظیفه فعال در سپاه تفنگداران دریایی محسوب می‌شود.
لشکر ۱ تفنگداران دریایی در جنگ موز، اشغال وراکروس، جنگ جهانی دوم (لشکرکشی گوادال‌کانال، نبرد پلیلیو و نبرد اوکیناوا)، جنگ داخلی چین، جنگ کره (نبرد اینچئون)، جنگ سرد (بحران موشکی کوبا)، جنگ ویتنام (حمله عید تت)، جنگ خلیج فارس (نبرد خفجی و عملیات آزادسازی کویت)، جنگ داخلی سومالی، جنگ عراق (تهاجم به عراق در سال ۲۰۰۳، سقوط بغداد و نبرد اول فلوجه) و جنگ در افغانستان به‌عنوان یگان عمل‌کننده حضور داشت.

## مأموریت
این لشکر به‌عنوان عنصر رزمی زمینی نیروی اول تفنگداران دریایی اعزامی به کار گرفته می‌شود، یا ممکن است نیروهای سازمان‌یافته برای عملیات تهاجمی و عملیاتی از این دست را که ممکن است دستور داده شود، فراهم کند. لشکر ۱ تفنگداران دریایی باید بتواند قابلیت ورود اجباری آبی-خاکی زمینی را برای نیروی اعزامی تفنگداران دریایی فراهم کند و عملیات زمینی بعدی را در هر محیط عملیاتی انجام دهد.

## سازمان
از ژانویه ۲۰۲۵ لشکر ۱ تفنگداران دریایی شامل یک گردان ستاد، چهار هنگ و پنج گردان جداگانه به شرح زیر است:
- گردان ستاد
- هنگ اول تفنگداران دریایی
- هنگ پنجم تفنگداران دریایی
- هنگ هفتم تفنگداران دریایی
- هنگ یازدهم تفنگداران دریایی (توپخانه)
- گردان اول شناسایی
- گردان اول شناسایی زرهی سبک
- گردان سوم شناسایی زرهی سبک
- گردان اول مهندسی رزمی
- گردان سوم حمله آبی-خاکی